# لانا کاندر
لانا تِریس کاندُر (انگلیسی: Lana Therese Condor؛ زادهٔ ۱۱ مهٔ ۱۹۹۷) یک هنرپیشه اهل ایالات متحده آمریکا است. وی از سال ۲۰۱۶ میلادی تاکنون مشغول فعالیت بوده‌است.
از فیلم‌ها یا برنامه‌های تلویزیونی که وی در آن نقش داشته‌است می‌توان به مردان ایکس: آپوکالیپس اشاره کرد.

## بخشی از فیلمشناسی
از فیلم‌ها یا برنامه‌های تلویزیونی که وی در آن نقش داشته‌است می‌توان به آثار زیر اشاره کرد.
- تقدیم به همه پسرانی که عاشقشان بودم در نقش لارا جین
- تقدیم به همه پسران: پی‌نوشت. من هنوز دوستت دارم در نقش لارا جین
- تقدیم به همه پسران: همیشه و تا ابد، لارا جین در نقش لارا جین
- مردان ایکس: آپوکالیپس در نقش جوبلی
- روز میهن‌پرستان در نقش لی
- آلیتا: فرشته جنگ در نقش کویومی

## جوایز
| سال  | فیلم                                | جایزه                            | دسته‌بندی                                                      | نتیجه    | منبع. |
| ---- | ----------------------------------- | -------------------------------- | ------------------------------------------------------------- | -------- | ----- |
| ۲۰۱۹ | تقدیم به همه پسرانی که عاشقشان بودم | جایزه سینمایی و تلویزیونی ام‌تی‌وی | جایزهٔ سینمایی ام‌تی‌وی برای بهترین صحنهٔ عاشفانه(با نوحا سنتینو) | برنده    | [ ۱ ] |
| ۲۰۱۹ | تقدیم به همه پسرانی که عاشقشان بودم | جوایز برگزیده نوجوانان           | بازیگر زن برگزیده درام                                        | نامزدشده | [ ۲ ] |
| ۲۰۱۹ | تقدیم به همه پسرانی که عاشقشان بودم | جوایز برگزیده نوجوانان           | رابطه برگزیده تلویزیونی (با نوحا سنتینو)                      | نامزدشده | [ ۲ ] |